# Nadezjda Ilina
Nadezjda Ilina (ryska: Надежда Леонидовна Колесникова-Ильина), född 24 januari 1949 i Zelenokumsk i Stavropol kraj, död 7 december 2013 i Moskva oblast, var en sovjetisk friidrottare inom kortdistanslöpning.
Hon tog OS-brons på 4 x 400 meter vid friidrottstävlingarna 1976 i Montréal.
Hon var mor till tennisspelerskan Nadia Petrova. 